# Custódio de Melo
Custódio de Melo, brazilski admiral in politik, * 9. junij 1840, † 15. marec 1902, Rio de Janeiro.
Leta 1881 je bil poslan v Evropo kot vojaški ataše, da bi preučil pomorsko oborožitev evropskih vojnih mornaric. Po razglasitvi brazilske republike leta 1889 je postal eden izmed voditeljev uporne vojne mornarice v letih 1891 in 1893.
V vladi Floriana Peixota je bil minister za vojno mornarico Brazilije (23. november 1891–30. april 1983), minister za vojno Brazilije (2. februar–2. marec 1892) in v.d. ministra za zunanje zadeve Brazilije (22. junij–11. december 1892).